# Vladimir Korotkov
Vladimir Viktorovič Korotkov (in russo Влади́мир Ви́кторович Коротко́в?; Mosca, 23 aprile 1948 – 14 giugno 2025) è stato un tennista sovietico.
Conquistò tre tornei juniores del grande slam: Wimbledon nel 1965 e 1966 e Roland Garros nel 1966. In coppia con Zajga Jansone conquistò anche il doppio misto alle Olimpiadi del 1968 quando il tennis era ancora uno sport dimostrativo. Alle Universiadi del 1973 vinse il doppio maschile e nel 1977 fu campione nazionale assoluto sovietico. Dal 1981 al 1996, Korotkov svolse l'attività di allenatore presso numerosi circoli sportivi.

## Carriera da giocatore
Vladimir Korotkov iniziò a giocare a tennis all'età di cinque anni. Il suo primo allenatore fu Tamara Dubrovina presso il circolo sportivo CSKA Mosca. Korotkov si diplomò presso l'Istituto Centrale Statale per la Cultura Fisica.
Nel 1963, vinse i campionati giovanili sovietici di doppio misto in coppia con Marina Chuvyrina. L'anno seguente vinse i campionati assoluti sovietici di doppio maschile, insieme a Vyacheslav Egorov. Lo stesso anno raggiunse la finale al torneo di Wimbledon Juniores, dove fu sconfitto dall'egiziano Ismail El Shafei. Nella finale raggiunta al torneo giovanile di Wimbledon del 1965, riuscì finalmente a conquistare il trofeo. Nel 1966, dopo aver trionfato nel torneo giovanile del Roland Garros si confermò campione juniores a Wimbledon. Nel 1966 vinse anche i suoi secondi campionati nazionali assoluti sovietici in doppio maschile (sempre in coppia con Egorov).
Nel 1968 fu convocato con la squadra sovietica alle Olimpiadi del 1968 in Messico. Il fatto che il tennis all'epoca fosse considerato sport dimostrativo impedì a Korotkov, che pure conquistò un oro in doppio misto e due bronzi in singolare e doppio maschile, di essere annoverato tra i campioni olimpici.
Durante il resto della carriera, Korotkov raggiunse ancora le finali dei campionati assoluti sovietici in doppio maschile (l'ultima volta nel 1979) e in doppio misto (1970). Il suo più grande successo a questo livello fu la vittoria in singolare agli assoluti sovietici del 1977, dove sconfisse in finale Vadim Borisov. Tra il 1966 e il 1977 figurò costantemente tra i primi 10 giocatori sovietici, issandosi alla 3ª posizione nel 1973.
Korotkov disputò diversi tornei amatoriali internazionali, vincendone alcuni in Unione Sovietica, tra cui il doppio alle Universiadi del 1973. Tra il 1969 e il 1974,  fu componente della squadra sovietica di Coppa Davis, con un bilancio di 10 vittorie e 11 sconfitte. Nella finale della zona B europea vinta dall'Unione Sovietica contro la Cecoslovacchia, nel 1974, Korotkov fu sconfitto in doppio in coppia con Aleksandre Met'reveli. Nella semifinale Interzone, persa contro l'India per 3-1, fu nuovamente sconfitto in doppio insieme a Met'reveli. Dal 1969, Korotkov prese parte con scarso successo ad alcuni tornei Open; i suoi migliori risultati furono due ottavi di finale raggiunti a Roma, la prima volta nel 1969, anno della prima edizione "Open" degli Internazionali d'Italia, dove sconfisse, tra gli altri, l'americano Charlie Pasarell e l'australiano Owen Davidson, e la seconda nel 1973, quando eliminò il sudafricano Raymond Moore e lo statunitense Cliff Richey. Nella prima edizione Open del torneo di Wimbledon, nel 1968, raggiunse il terzo turno eliminando, nell'ordine, il britannico Stanley Matthews e il francese Pierre Barthes prima di arrendersi all'olandese Tom Okker.
Lo stile di gioco di Korotkov era caratterizzato da una notevole risposta al servizio e da grandi qualità nel gioco di volo, che lo rendevano un partner prezioso nelle gare di doppio. Aveva grandi capacità di resistenza ed era in grado di mantenere un elevato livello di gioco e di intensità per periodi assai prolungati.